# SPLASH (砂岡事務所)
SPLASH（スプラッシュ）は、1997年から1998年に活動した4人組アイドル歌手グループ。所属事務所は砂岡事務所、レコード会社はポニーキャニオン。旧名・J-Mix。

## 経歴
1997年8月、第1回DREAM QUEST（シアター代官山で毎月開かれていた、オーディション形式のパフォーマンスライブ）で、MVA (Most Variable Artist) 受賞。
1998年6月、CDデビュー。その際、SPLASHと改名。年内に計2枚のシングルCDをリリース。解散・休止などの宣言はしていないが、その後の活動は不明。

## メンバー
- 宮岡弥生 （みやおか やよい、YAYOI、1983年4月6日 -） 埼玉県出身
- 浅野史織 （あさの しおり、SHIORI、1983年5月26日 -） 神奈川県出身
- 北浦実千枝 （きたうら みちえ、MICHIE、1985年1月24日 -） 大阪府出身
- 白井珠希 （しらい たまき、TAMAKI、1985年9月10日 -） 神奈川県出身、メキシコ人と日本人のハーフ

## ディスコグラフィ
- 全てポニーキャニオンからリリース。

### シングル
| # | 発売日         | 曲順 | タイトル             | 作詞     | 作曲       | 編曲       | 規格品番   |
| - | -------------- | ---- | -------------------- | -------- | ---------- | ---------- | ---------- |
| 1 | 1998年 6月17日 | 01   | Memory&Melody        | 山本秀行 | 馬飼野康二 | 馬飼野康二 | PCDA-01078 |
| 1 | 1998年 6月17日 | 02   | STEP BY STEP         | 山本秀行 | 馬飼野康二 | 馬飼野康二 | PCDA-01078 |
| 2 | 1998年 6月17日 | 01   | XXX (Kiss Kiss Kiss) | 山本秀行 | 馬飼野康二 | 馬飼野康二 | PCDA-01114 |
| 2 | 1998年 6月17日 | 02   | Just First Love      | 山本秀行 | 馬飼野康二 | 馬飼野康二 | PCDA-01114 |

### 参加アルバム
1. 忍たま乱太郎 スーパーベストテーマ集（1999年3月3日／PCCG-482)
  - トラック11「ダンシング・ジャンク（SPLASHバージョン）」
  - トラック12「四方八方肘鉄砲（SPLASHバージョン）」
2. 続・忍たまファミリー大集合ベストセレクション（1999年6月17日／PCCG-498）
  - トラック13「世界がひとつになるまで」

### タイアップ曲
| 年     | 楽曲                 | タイアップ                                                            |
| ------ | -------------------- | --------------------------------------------------------------------- |
| 1998年 | Memory&Melody        | NHK教育テレビアニメ「忍たま乱太郎」EDテーマ                           |
| 1998年 | XXX (Kiss Kiss Kiss) | テレビアニメ「ああっ女神さまっ 小っちゃいって事は便利だねっ」EDテーマ |